# Негритюд
Негритюд (фр. Négritude) — літературно-філософська політична течія, спрямована на культурне самоутвердження всіх людей Африки та людей африканського походження. На відміну від панафриканізму, зорієнтованого радше на англо-саксонський світ, франкомовний негритюд увібрав у себе переважно європейський дискурс про Африку.

## Походження терміна
Термін був уперше використаний французько-карибським письменником Еме Сезером в 1935 році в № 3 часопису мартинікських студентів «Чорний студент». Термін «негритюд», який виражав культурну ідентичність чорношкірих, протиставлявся поняттю «франсіте́» (francité), яке уособлювало інструментарій французької колоніальної політики («Промова про колоніалізм») У 1939 році Еме Сезер знову звертається до цього терміна в опублікованому «Щоденнику повернення до рідної країни». Концепцію негритюд розвинув Леопольд Седар Сенґор у «Піснях тіні», в яких протиставив «еллінський розум» «чорній емоції».
Концепція негритюду була розвинута в 1947 році в журналі «Африканська присутність», що виходив водночас у Парижі й Дакарі. Ця концепція мала об'єднати чорношкірих людей всього світу. Її підтримали і деякі французькі інтелектуали, зокрема Жан-Поль Сартр.

## Значення терміна
За визначенням Сенґора негритюд є
|  | Сукупністю культурних цінностей Чорної Африки. Оригінальний текст (фр.) L'ensemble des valeurs culturelles de l'Afrique noire |

Сенґор розумів негритюд як факт культури, як сукупність економічних, політичних, інтелектуальних, моральних, мистецьких та соціальних цінностей народів Африки та чорношкірих меншостей Америки, Азії та Океанії. Він називав негритюд живим міфом. Після Другої світової війни обстоював ідею культурного симбіозу африканської та європейської культур («Негритюд і гуманізм», «Те, у що я вірю», «Поезія дії»).
За визначенням Еме Сезера, це поняття означає насамперед відмову. Відмову від культурної асиміляції, відмову від певного стереотипного образу тихого чорношкірого, не здатного створити власну цивілізацію.
За визначенням Жана-Поля Сартра, негритюд це:
|  | Заперечення заперечення чорної людини Оригінальний текст (фр.) La négation de la négation de l'homme noir. |

На формування психологічних засад негритюду вплинули погляди Андре Бретона, який знаходив у африканському мистецтві аналоги сюрреалізму. Він говорив про «чорного Орфея» африканської поезії, відірваного від своєї Евридики, тобто від африканських джерел.
Т. Мелоне вважав, що негритюд з'явився як реакція на моральну кризу західної цивілізації, коли чорношкірий опинився в засланні до самого себе, вирваний зі свого природного оточення й кинутий у ворожий світ. Тому, на думку Мелоне, він мусить знайти у собі волю до самореалізації.

## Історія руху
Рене Маран, автор роману «Батуала», часто розглядається як предтеча концепції негритюду.
Сформульована в 30-ті роки минулого століття, концепція негритюду була розвинута після Другої світової війни (журнал «Африканська присутність», 1947). У 50-ті роки негритюд критикувався переважно африканськими письменниками. У 60-ті роки концепція негритюду дещо втратила актуальність через здобуття незалежності багатьма країнами Африки і пов'язані з цим сподівання. Проте у 70-80-ті роки спостерігалося відродження цієї ідеї. Тоді моделі етногенетичної пам'яті та традиційної культури протиставлялися руйнівним тенденціям капіталістичної та комуністичної цивілізації. У 2000-х роках знову пробудився інтерес до негритюду в контексті анти- та альтерглобалістських рухів та боротьби з неоколоніалізмом.

## Критика концепції
Згодом чорношкірі й креольські письменники критикували цю концепцію, яку вважали надто редукціоністською.
Африканський письменник Воле Шоїнка так відгукнувся на концепцію негритюду:
|  | Тигр не проголошує свого тигритюду. Він накидається на свою здобич і пожирає її. |

Станіслас Сперо Адотеві провів жорстко-критичний аналіз негритюду у своєму есе «Негритюд і негрологи» (Négritude et négrologues).
Цю концепцію критикували також Франц Фон, Шейх Ант Діоп, Нене Кхалі.

## Теоретики негритюду
- Еме Сезер
- Леопольд Седар Сенґор
- Секу Туре
- Ф. Чіхая
- У. Тамсі
- Кваме Нкрума
- Шейх Анта Діоп
- Нене Кхалі

## Твори письменників, близькі до концепції негритюду
- Френсіс Бебей:
  - Ашантійська лялечка, 1973
  - Король Альбер із Еффіди
- Ж. Додо:
  - Уаззі, 1977
- Тідіам Дем:
  - Массені, 1977
- Амаду Коне:
  - При порозі ірреального, 1980
- Жан П'єр Макута Мбуту:
  - Вигнанці у священному лісі, 1981
- Габрієль Дензі:
  - Зоря на світанку, 1984